# Frederico Pardini
Frederico Pardini (Santos, 23 de agosto de 1927 — Belo Horizonte, 27 de agosto de 2008) foi um político, advogado e professor brasileiro com atuação no estado de Minas Gerais. Sua carreira política começou quando foi eleito vereador da Câmara Municipal de Poços de Caldas (1951-1955), da qual foi vice-presidente. Foi deputado estadual em Minas Gerais durante o período de 1959 a 1963 (4.ª legislatura) pelo PSP, quando desempenhou os cargos de 3.º-secretário (1960), 2.º-vice-presidente (1962) da Comissão Executiva da Assembleia, e vice-líder do PSP (1961).
 Frederico Pardini era auditor aposentado do Tribunal de Contas do Estado de Minas Gerais (TCEMG) e professor de Direito Civil no curso de bacharelado da Faculdade de Direito da Universidade Federal de Minas Gerais.